# 223 (число)
Вижте пояснителната страница за други значения на 223.
223 (двеста двадесет и три) е просто, естествено, цяло число, следващо 222 и предхождащо 224.
Двеста двадесет и три с арабски цифри се записва „223“, а с римски цифри – „CCXXIII“. 223 е на 48-о място в реда на простите числа (след 211 и преди 227). Числото 223 е съставено от три цифри от позиционните бройни системи – 2 (две), 3 (три).

## Общи сведения
- 223 е нечетно число.
- 223-тият ден от годината е 11 август.
- 223 е година от Новата ера.